# Quang Dũng (ca sĩ)
Thái Văn Dũng (sinh ngày 8 tháng 8 năm 1975), thường được biết đến với nghệ danh Quang Dũng, là một nam ca sĩ người Việt Nam. Anh được công chúng biết đến với dòng nhạc nhẹ, nhạc trữ tình, nhạc tiền chiến và nhạc Trịnh Công Sơn, và từng giành được 5 đề cử cho giải Cống hiến.

## Thân thế
Quang Dũng được sinh ra trong một gia đình không mấy hạnh phúc, trên anh có tới 9 anh chị ruột. Mẹ của Dũng sau khi ly dị chồng đã phải một mình nuôi nấng tất cả 10 người con trong sự ghẻ lạnh từ gia đình bên chồng. Dù chưa bao giờ gặp bố nhưng thỉnh thoảng Dũng có về thăm ông bà nội chơi và được hai người họ yêu chiều. Quang Dũng cho biết bản thân anh từng suýt chết 2 lần vì căn bệnh uốn ván và bị đuối nước lúc còn nhỏ.

## Sự nghiệp
Quang Dũng bắt đầu sự nghiệp ca hát vào năm 19 tuổi. Ngay từ thời điểm phát hiện đam mê và khả năng của mình, Quang Dũng đã nỗ lực và đạt được một số giải thưởng âm nhạc ở quê nhà. Năm 1997, anh tham dự cuộc thi Tiếng hát Truyền hình tỉnh Bình Định và xuất sắc giành giải Nhì. Dù tham gia những phòng trà ca nhạc nhưng anh chủ yếu ca hát để thỏa mãn niềm đam mê cá nhân chứ chưa đi theo con đường chuyên nghiệp. Năm 20 tuổi, anh vào Thành phố Hồ Chí Minh lập nghiệp với phòng trà Đồng Giao. Trước đó, anh cũng có thời gian học ở Trường Đại học Sư phạm Quy Nhơn. Thời gian đầu, anh cũng ra Hà Nội hát nhưng chưa được khán giả đón nhận. Đây cũng là lúc anh đứng trước những ngã rẽ định hình phong cách nghệ thuật của mình. Thời điểm đó, Quang Dũng gặp nhiều khó khăn. Nam ca sĩ đã được giúp đỡ về mặt phong cách, kĩ thuật biểu diễn cũng như truyền tải kinh nghiệm khi có dịp hát nhạc Trịnh tại quán Nhạc Sĩ của chính Trịnh Công Sơn. Sau đó, Quang Dũng quyết định gắn bó lâu dài với dòng nhạc trữ tình vì cho rằng đó là dòng nhạc giúp anh "thể hiện được thế mạnh" và có dấu ấn riêng để "giữ chân khán giả".
Những năm đầu 2000, MV "Còn ta với nồng nàn" của Quang Dũng khi tham gia "VTV – Bài hát tôi yêu" đã nhận được sự yêu thích của khán giả nghe nhạc tại Việt Nam. Năm 2001, ca khúc "Biển nghìn thu ở lại" được Quang Dũng chọn làm ca khúc chủ đề cho album riêng đầu tay của mình do Bến Thành Audio phát hành và được nhạc sĩ Trịnh Công Sơn ký tặng. Dù ban đầu bán dè chừng nhưng về sau cho số lượt bán đạt đến mức 5000 lượt.
Năm 2003, anh giành giải Mai Vàng với ca khúc "Vì đó là em" của nhạc sĩ Diệu Hương. Lần đoạt giải này đã giúp cho anh có được sự thừa nhận ban đầu của khán giả. Album đầu tay của Quang Dũng mang tên ca khúc "Biển nghìn thu ở lại", cũng là ca khúc do nhạc sĩ Trịnh Công Sơn viết cho Quang Dũng. Tới năm 2007, Quang Dũng nhận được giải thưởng Làn Sóng Xanh với hạng mục top 10 ca sĩ được yêu thích nhất với nhiều ca khúc từ album này.
Sau sự thành công của album “Tình ca Phạm Duy”, Quang Dũng cùng nhiều ca sĩ thuộc thế hệ của anh đã hợp tác thực hiện một tour diễn xuyên Việt tại Hà Nội, Thành phố Hồ Chí Minh và Đà Nẵng sẽ được bắt đầu từ tháng 4 năm 2013. Năm 2014, khi có được sự nghiệp ổn định và nhận về nhiều tiếng tăm, Quang Dũng quyết định sang Mỹ định cư. Năm 2017, sau thời gian dài lên dự định, Quang Dũng trở lại sự nghiệp âm nhạc bằng liveshow mang tên “Giấc mơ mang tên mình” với 3 đêm diễn tại Thành phố Hồ Chí Minh, Hà Nội tại California trong khoảng tháng 3 và tháng 5. Đây cũng là liveshow đánh dấu sự nghiệp 20 năm ca hát ca nam ca sĩ. Các khách mời trong liveshow này phần lớn đều là những nữ ca sĩ đã gắn bó với âm nhạc của anh như Hồng Nhung, Mỹ Tâm, Hồng Ngọc, Lệ Quyên, Thanh Thảo, Phạm Thu Hà.
Nhân dịp lễ Vu Lan năm 2019, Quang Dũng đã cho ra mắt album mang tên "Những bài hát dâng mẹ nhân mùa Vu Lan" gồm 10 ca khúc. Anh quyết định không làm album thương mại mà đã tặng toàn bộ 15.000 bản album này đến các chùa trong và ngoài Việt Nam. Năm 2020, Quang Dũng cũng cho biết đĩa than thứ 2 của anh gồm những bài hát của Trịnh Công Sơn sắp hoàn thiện và dự kiến phát hành trong cùng năm. Cũng trong năm, đĩa than mang tên Nỗi niềm được sản xuất hoàn toàn ở Mỹ, là thành quả sau 3 năm làm việc của nam ca sĩ. Đĩa than thứ 4 "Thương một người" của ca sĩ Quang Dũng tiếp tục được Audio Space cho ra mắt với những ca khúc của Trịnh Công Sơn. Trong thời điểm dịch bệnh Covid-19 diễn biến phức tạp tại Việt Nam, Quang Dũng cùng giới nghệ Việt gồm hơn 20 người đã cùng nhau thực hiện ca khúc "Sống như tia nắng mặt trời" (một sáng tác của Đình Bảo) nhằm lan tỏa và cổ vũ tinh thần chống dịch của mọi người.

## Nhận định
Âm nhạc do ca sĩ Khánh Ly thể hiện và các nhạc sĩ Trịnh Công Sơn, Phạm Duy, Ngô Thụy Miên... sáng tác mà Quang Dũng nghe hồi bé đã có ảnh hưởng đáng kể đến sự nghiệp của anh sau này. Theo báo điện tử VTV, Quang Dũng gây dựng được tiếng vang với khán giả Việt Nam qua những ca khúc của Trịnh Công Sơn với "giọng hát trầm ấm, truyền cảm". Báo Tiền phong cho rằng anh là một trong những ca sĩ nhạc nhẹ thành công trong hơn 20 năm hoạt động.
Nhắc đến khía cạnh hình thức quảng cáo cho tên tuổi nghệ sĩ, Quang Dũng tỏ ra "không quan tâm" đến việc xếp tên nghệ sĩ tham gia để quảng cáo chương trình. Một số tờ báo đã ví Quang Dũng có phần "bắt chước" phong cách của ca sĩ Tuấn Ngọc, tuy nhiên anh đã khẳng định bản thân không giống Tuấn Ngọc và cũng "không thích" bị đặt vào so sánh với Tuấn Ngọc. Quang Dũng sở hữu giọng nam trung thuần (baritone) bẩm sinh. Quang Dũng luôn hát nhạc của Trịnh Công Sơn ở những quãng thấp (dưới quãng 4 so với bài hát gốc). Đồng thời, Quang Dũng chọn cho mình lối hát "chậm rãi" trong từng câu chữ và phát âm rõ ràng, tách bạch như Trịnh Công Sơn đã dạy.

## Đời tư

### Thanh Thảo
Một số tờ báo đăng tin cho biết Thanh Thảo là người tình đầu tiên mà Quang Dũng công khai quan hệ tình cảm. Thanh Thảo từng về ra mắt gia đình bố mẹ Quang Dũng nhưng sau đó hai người chỉ còn coi nhau là bạn. Hai người từng cùng nhau tham gia một chương trình tâm sự để thổ lộ về mối quan hệ tình cảm ngày xưa. Thanh Thảo cũng là người tham gia góp sức thực hiện album đầu tay "Biển nghìn thu ở lại" với Quang Dũng.

### Jennifer Phạm
Quang Dũng kết hôn lần đầu với Jennifer Phạm vào năm 2007. Họ li hôn 2 năm sau đó và có một con trai chung tên Bảo Nam. Sau khi cha mẹ mình ly hôn, Bảo Nam ở chung với mẹ và bà ngoại tại California. Năm 2018, Jennifer Phạm đưa Bảo Nam về sống tại Việt Nam cùng cha dượng và các con riêng của cô. Dù đã ly hôn nhưng Jennifer Phạm vẫn coi Quang Dũng là "bạn" và hai người vẫn thường xuyên xuất hiện cùng nhau trong một số sự kiện âm nhạc. Sau cuộc hôn nhân với Jennifer Phạm, Quang Dũng tỏ ra kín tiếng với truyền thống. Tuy nhiên, từ đầu năm 2013, anh dần cởi mở với truyền thông hơn.

### Những mối quan hệ khác
Vào cuối năm 2017, người dân mạng xã hội trở nên xôn xao khi có tin đồn Quang Dũng hẹn hò cùng Vũ Ngọc Châm, một cô gái được cho là hot girl. Tuy nhiên Quang Dũng đã lên tiếng khẳng định đây chỉ là mối quan hệ hợp tác trong âm nhạc. Năm 2019, anh khiến dư luận tỏ ra bất ngờ khi lần đầu tiên chia sẻ về tin đồn yêu đồng tính với nhạc sĩ Lê Quang. Tuy nhiên một lần nữa nam ca sĩ khẳng định đây chỉ là tin đồn và gián tiếp phủ nhận việc mình có quan hệ tình cảm với Lê Quang. Năm 2020, Quang Dũng xác nhận với VietNamNet rằng anh đã có mối quan hệ tình cảm mới nhưng từ chối kể chi tiết hơn.

### Nhà riêng
Năm 2023, nhân dịp sinh nhật mẹ mình 80 tuổi, Quang Dũng đã đưa mẹ từ Quy Nhơn vào Thành phố Hồ Chí Minh để sống chung ở căn biệt thự 400m2. Trước đó vào năm 2013, Quang Dũng cũng từng mua một căn nhà riêng tại Mỹ. Nơi ở của anh thường được đưa tin về mặt thiết kế cũng như phong cách sống. Trong nhà anh có nhiều cổ vật nghệ thuật và có một phòng riêng để dựng một sân khấu thu nhỏ. Bên cạnh đó, Quang Dũng cũng là một nghệ sĩ thường xuyên tham gia hoạt động từ thiện.

### Sức khoẻ
Quang Dũng cho biết anh từng lệ thuộc thuốc ngủ suốt 8 năm và còn bị rối loạn giấc ngủ. Điều này được cho là do anh thường bay lại giữa hai nước Mỹ và Việt Nam quá nhiều khiến nhịp sinh học của cơ thể bị gián đoạn. Đôi lúc do lịch diễn dày đặc và cảm xúc không ổn định, nam ca sĩ phải sử dụng thuốc trị cảm có thành phần an thần.

## Sự việc có liên quan
- Năm 2018, sau khi Đàm Vĩnh Hưng lên tiếng về việc không dính dáng đến hệ thống tiền ảo iFan bị tố lừa đảo, Quang Dũng cũng đã chính thức lên tiếng khẳng định bản thân từ chối sử dụng hình ảnh bản thân để quảng cáo cho hệ thống này. Sự việc hình ảnh anh xuất hiện để quảng bá cho hệ thống này là do iFan đã tự ý lấy hình ảnh quảng cáo mà không xin phép.[51]

## Các album
- Biển nghìn thu ở lại (2001)
- Bên đời có em (2002)
- Anh sẽ đến … Giấc mơ buồn (ngày 17 tháng 7 năm 2002)
- Cỏ xót xa đưa (ngày 17 tháng 10 năm 2002)
- Ru mãi ngàn năm (ngày 22 tháng 4 năm 2003)
- Hoài niệm dấu yêu (với Thanh Thảo, ngày 20 tháng 6 năm 2003)
- Hoa có vàng nơi ấy (2003)
- Một người đi … Một người quên (ngày 4 tháng 4 năm 2003)
- Gợi giấc mơ xưa (ngày 24 tháng 12 năm 2003)
- The best of Quang Dũng (2003)
- Đêm thành phố đầy sao (2004)
- Nguyệt (2004)
- Chuyện…!
- Ta (2005)
- Chuyện của tôi (live DVD)
- Em (ngày 24 tháng 11 năm 2005)
- Tình khúc cho em (với Thái Hà)
- Yêu (ngày 25 tháng 5 năm 2006)
- Khi (ngày 29 tháng 3 năm 2007)
- Vì ta cần nhau (với Hồng Nhung, ngày 11 tháng 7 năm 2007)
- Xuân (ngày 31 tháng 10 năm 2007)
- Tác giả và tác phẩm (ngày 8 tháng 8 năm 2008)
- Có Đâu Bao Giờ (với Hồng Nhung, ngày 2 tháng 3 năm 2009)
- Con Đường Có Lá Me Bay (2011)
- Tình bỗng chốc là không (2011)
- Những Ánh Sao Đêm (2012)
- Chỉ yêu mình anh (2013)
- Tình ca Phạm Duy (2013)[17]
- Những gì còn lại (2014)
- Tôi (2014)
- Bài Thơ Không Đoạn Kết (2015)
- Tình khúc Thứ Nhất Vũ Thành An (2016)
- Vì Đó Là Em (2017)
- Những bài hát dâng mẹ nhân mùa Vu Lan (2019)[23]
- Biết Mãi Là Bao Lâu (2020)

## Các tiết mục trình diễn trên sân khấu

### Trung tâm Thúy Nga

#### Sân khấu Paris by Night
| STT | Tiết mục                                                                      | Thể hiện với | Chương trình                 | Năm  |
| --- | ----------------------------------------------------------------------------- | --- | ---------------------------- | ---- |
| 1   | Chiều Một Mình Qua Phố (Trịnh Công Sơn)                                       | solo | Paris By Night 87            | 2007 |
| 2   | Chỉ Có Một Thời (Diệu Hương)                                                  | solo | Paris By Night 87            | 2007 |
| 3   | Hà Nội Ngày Trở Về (Phú Quang, Doãn Thanh Tùng)                               | solo | Paris By Night 91            | 2008 |
| 4   | LK Diệu Hương                                                                 | Khánh Hà | Paris By Night 92            | 2008 |
| 5   | Như Chiếc Que Diêm (Từ Công Phụng)                                            | solo | Paris By Night 94            | 2008 |
| 6   | LK Mùa Hè Đẹp Nhất, Bay Đi Cánh Chim Biển, Luôn Luôn Mãi Mãi (Đức Huy)        | Ý Lan | Paris By Night 98            | 2009 |
| 7   | Mùa Xuân Trên Đỉnh Bình Yên (Từ Công Phụng)                                   | solo | Paris By Night 101           | 2011 |
| 8   | Tuổi Đá Buồn (Trịnh Công Sơn)                                                 | solo | Paris By Night 103           | 2011 |
| 9   | Vẫn Yêu Một Người (Nguyễn Hồng Thuận)                                         | Minh Tuyết | Paris By Night 106           | 2012 |
| 10  | Một Ngày Mùa Đông (Bảo Chấn)                                                  | solo | Paris By Night 106 VIP Party | 2013 |
| 11  | LK Lời Tình Buồn, Một Lần Nào Cho Tôi Gặp Lại Em (Vũ Thành An)                | Don Hồ | Paris By Night 109           | 2013 |
| 12  | Hát Mãi Bài Tình Ca (Thái Thịnh)                                              | Minh Tuyết, Như Loan, Tóc Tiên, Như Quỳnh, Don Hồ, Mai Thiên Vân, Hạ Vy, Mạnh Quỳnh, Hương Thủy, Quang Lê, Ngọc Hạ, Trần Thái Hòa, Thế Sơn, Châu Ngọc, Hồ Lệ Thu, Kỳ Phương Uyên, Mai Tiến Dũng, Quỳnh Vi, Trịnh Lam, Lương Tùng Quang, Diễm Sương, Duy Trường, Khánh Lâm, Tommy Ngô, Lynda Trang Đài, Đình Bảo, Ánh Minh, Hương Giang, Anh Tú, Thiên Tôn, Ý Lan, Ngọc Anh, Thu Phương, Giang Tử, Hương Lan, Thái Châu, Nguyễn Hưng, Thanh Hà, Lưu Bích, Tuấn Ngọc, Khánh Hà, Dương Triệu Vũ, Lam Anh, Bằng Kiều, Họa Mi, Elvis Phương | Paris By Night 109           | 2013 |
| 13  | Xin Hãy Rời Xa (Vũ Tuấn Đức)                                                  | solo | Paris By Night 109 VIP Party | 2013 |
| 14  | Tuyết Rơi Mùa Hè (Trần Lê Quỳnh)                                              | solo | Paris By Night 112           | 2014 |
| 15  | Lời Con Xin Chúa (Lê Kim Khánh)                                               | solo | Paris By Night Gloria 2      | 2014 |
| 16  | LK Nỗi Đau Muộn Màng, Một Cõi Tình Phai, Ở Nơi Nào Em Còn Nhớ (Ngô Thụy Miên) | Ngọc Anh | Paris By Night 115           | 2015 |
| 17  | Hoa Vàng Mấy Độ (Trịnh Công Sơn)                                              | solo | Paris By Night 117           | 2016 |
| 18  | Sao Vẫn Còn Mưa Rơi (Đức Huy)                                                 | solo | Paris By Night 118           | 2016 |
| 19  | LK Cho Người Tình Lỡ (Hoàng Nguyên), Những Gì Cho Em (Lam Phương)             | Nguyễn Hồng Nhung | Paris By Night 121           | 2017 |
| 20  | LK Rừng Xưa Đã Khép, Lời Thiên Thu Gọi, Phôi Pha (Trịnh Công Sơn)             | Ngọc Anh | Paris By Night 123           | 2017 |
| 21  | Đàn Bà (Song Ngọc)                                                            | Don Hồ, Bằng Kiều, Trần Thái Hòa, Đan Nguyên, Thiên Tôn, Đình Bảo | Paris By Night Divos         | 2018 |
| 22  | Tình Tự Mùa Xuân (Từ Công Phụng)                                              | solo | Paris By Night Divos         | 2018 |
| 23  | Bài Không Tên Cuối Cùng (Vũ Thành An)                                         | solo | Paris By Night Divos         | 2018 |
| 24  | Trên Ngọn Tình Sầu (Từ Công Phụng, Du Tử Lê)                                  | solo | Paris By Night 124           | 2018 |
| 25  | LK Bài Không Tên Số 8 (Vũ Thành An), Chiều Một Mình Qua Phố (Trịnh Công Sơn)  | Ý Lan | Paris By Night 126           | 2018 |
| 26  | LK Nhạc Pháp                                                                  | solo | Paris By Night 128 VIP Party | 2018 |
| 27  | Lời Cuối Cho Tình Đầu (Tùng Châu, Hamlet Trương)                              | Như Quỳnh | Paris By Night 128           | 2019 |
| 28  | Ngọn Nến (Phú Quang)                                                          | Ngọc Anh | Paris By Night 133           | 2022 |
| 29  | Bài Tango Cho Em (Lê Dinh, Tây Phố)                                           | solo | Paris By Night 134           | 2023 |
| 30  | Hơn Một Lời Cảm Ơn (Ngô Minh Tài)                                             | Ngọc Anh, Ý Lan, Tuấn Ngọc, Khánh Hà, Bằng Kiều, Minh Tuyết, Trần Thái Hòa, Lam Anh, Đình Bảo, Kỳ Phương Uyên, Nguyễn Hồng Nhung, Ngọc Hạ, Tuấn Phước, Thiên Tôn, Hương Lan, Hoàng Oanh, Thanh Tuyền, Phương Hồng Quế, Thanh Hà, Trường Vũ, Như Quỳnh, Quang Lê, Thái Châu, Họa Mi, Nguyễn Hưng, Hương Thủy, Băng Tâm, Hoàng Nhung, Hà Thanh Xuân, Trịnh Lam, Phương Yến Linh, Ngọc Ngữ, Châu Ngọc Hà, Tâm Đoan, Mạnh Quỳnh, Phương Loan, Đan Nguyên, Lương Tùng Quang, Như Loan, Hoàng Mỹ An, Như Ý, Lâm Thúy Vân, Myra Trần, Don Hồ  | Paris By Night 134           | 2023 |
| 31  | Nước Mắt Mùa Thu (Phạm Duy)                                                   | solo | Paris By Night 137           | 2024 |

#### Chương trình Thúy Nga Music Box
| STT | Tên bài hát                     | Thể hiện với                                         | Chương trình           | Năm  |
| --- | ------------------------------- | ---------------------------------------------------- | ---------------------- | ---- |
| 1   | Khi (Lê Quang)                  | Solo                                                 | Thúy Nga Music Box #16 | 2020 |
| 2   | Lời Từ Biệt Tình Yêu (Lê Quang) | Solo                                                 | Thúy Nga Music Box #16 | 2020 |
| 3   | Đi Về Nơi Xa (Lê Quang)         | Bằng Kiều, Đan Trường, Thanh Thảo, Cam Thơ, Lê Quang | Thúy Nga Music Box #16 | 2020 |

### Trung tâm Tình
| STT | Tên tiết mục                  | Thể hiện với          | Chương trình                      | Năm  |
| --- | ----------------------------- | --------------------- | --------------------------------- | ---- |
| 1   | Màu mắt nhung (Đức Huy)       | solo                  | Quê Hương Tình Yêu Và Tuổi Trẻ 18 | 2011 |
| 2   | Ngày Xưa Hoàng Thị (Phạm Duy) | Loan Châu, Thanh Trúc | Quê Hương Tình Yêu Và Tuổi Trẻ 18 | 2011 |

### Gala Nhạc Việt
| STT | Tiết mục                                                         | Thể hiện với | Chương trình     | Năm  |
| --- | ---------------------------------------------------------------- | ------------ | ---------------- | ---- |
| 1   | Xuân Quê Tôi (Đức Trí)                                           | Bùi Anh Tuấn | Gala Nhạc Việt 7 | 2016 |
| 2   | LK Nửa Hồn Thương Đau (Phạm Đình Chương), Chờ Người (Lam Phương) | Ái Phương    | Gala Nhạc Việt 8 | 2016 |

## Giải thưởng
| Giải thưởng    | Năm  | Hạng mục                  | Kết quả   | Chú thích     |
| -------------- | ---- | ------------------------- | --------- | ------------- |
| Giải Mai Vàng  | 2004 | Ca múa nhạc               | Đoạt giải | [ 13 ] [ 14 ] |
| Giải Cống hiến | 2006 | Chương trình của năm      | Đề cử     | [ 52 ]        |
| Giải Cống hiến | 2006 | Ca sĩ của năm             | Đề cử     | [ 52 ]        |
| Làn sóng xanh  | 2007 | Ca sĩ được yêu thích nhất | Đoạt giải | [ 16 ]        |
| Giải Cống hiến | 2008 | Nam ca sĩ của năm         | Đề cử     | [ 52 ]        |
| Giải Cống hiến | 2008 | Album của năm             | Đề cử     | [ 52 ]        |
| Giải Cống hiến | 2009 | Chương trình của năm      | Đề cử     | [ 52 ]        |
| HTV Awards     | 2010 | Nghệ sĩ thân thiện        | Đoạt giải | [ 53 ]        |